# Roman Andrejewitsch Maximow
Roman Andrejewitsch Maximow (russisch Роман Андреевич Максимов; * 2. März 1988) ist ein ehemaliger russischer Bahn- und Straßenradrennfahrer.
Roman Maximow gewann bei der Junioren-Bahnradeuropameisterschaft 2005 die Silbermedaille im Teamsprint und die Bronzemedaille in der Mannschaftsverfolgung. Bei der Junioren-Weltmeisterschaft in Wien gewann er die Bronzemedaille im Punktefahren. In der Saison 2006 gewann er bei dem Etappenrennen Cup of Grudziadz Town President zwei Teilstücke.
Im Erwachsenenbereich fuhr Maximow 2007 für das russische Continental Team Moscow Stars, für das er eine Etappe bei der Vuelta a Salamanca gewann. In der Saison 2008 war er mit seiner italienischen Vereinsmannschaft Cycling Team Friuli bei dem italienischen Eintagesrennen Trofeo Banca Popolare Piva erfolgreich.

## Erfolge
2008
- Trofeo Banca Popolare Piva

## Teams
- 2007 Moscow Stars